# Cascina (Fluss)
Der Cascina ist ein 22,7 km langer Nebenfluss des Era in der Toskana. Er liegt in der Provinz Pisa und durchfließt diese von Süd nach Nord. Er hat ein Einzugsgebiet von 72 km².

## Verlauf
Der Cascina entspringt kurz östlich von Chianni und fließt stets nach Norden. Zunächst passiert der die Località La Fornace (101 m s.l.m.) und wird dann zum Grenzfluss zwischen Chianni und Terricciola, Terricciola und Casciana Terme Lari sowie Casciana Terme Lari und Capannoli. Der Fluss passiert dabei La Capannina (33 m s.l.m., Ortsteil von Casciana Terme Lari) und fließt dann in das Gemeindegebiet der Stadt Ponsacco. Hier fließt er in unmittelbarer Nähe kurz östlich der Innenstadt von Ponsacco und tritt etwa 1,7 km nordöstlich des Stadtzentrums als linker Nebenfluss dem Era bei.